# Ruth Jecklin
Ruth Jecklin (* 11. November 1934 in Zürich; † 7. März 2004 in Chur) war eine Schweizer Schauspielerin.

## Leben, Laufbahn
Ruth Jecklin war Schauspielerin, Komikerin und Filmschauspielerin. Ihre Laufbahn begann 1953 am Stadttheater St. Gallen. Sie beendete ihre Laufbahn im Jahr 1993 gemeinsam mit ihrem Bühnenpartner und Ehemann Walter Roderer. Während ihrer aktiven Zeit spielte sie in diversen Filmen.

## Filmografie (Auswahl)
- 1966: Der Würger vom Tower
- 1973: Ein Käfer auf Extratour
- 1975: Das verrückteste Auto der Welt
- 1988: Ein Schweizer namens Nötzli
- 1990: Der doppelte Nötzli